# Rahid Əmirquliyev
Rahid Ələkbər oğlu Əmirquliyev [rahid amirgulijev] (lezginsky Алекперан хва Рагьид Амиркъулийрин; * 1. září 1989, Qusar, Ázerbájdžánská SSR, SSSR) je ázerbájdžánský fotbalový záložník a reprezentant lezginského původu, od roku 2015 působí v A-týmu klubu Qarabağ FK.
Za rok 2015 se stal ázerbájdžánským fotbalistou roku.

## Klubová kariéra
- Şahdağ Qusar FK 2005–2006; 15 (3)
- FK Xəzər Lənkəran 2006–2015; 255 (38)
- Qarabağ FK 2015–; 10 (3)

## Reprezentační kariéra
Rahid Əmirquliyev má za sebou starty za mládežnické výběry Ázerbájdžánu v kategoriích od 17 let.
V A-mužstvu Ázerbájdžánu debutoval 7. 3. 2007 na středoasijském turnaji Alma TV Cup proti reprezentaci Uzbekistánu (výhra 1:0).